# Heckmans Anchorage
Heckmans Anchorage (do 21 sierpnia 1974 Heckman Anchorage) – zatoka (kotwicowisko; anchorage) zatoki Mahone Bay w kanadyjskiej prowincji Nowa Szkocja, w hrabstwie Lunenburg; nazwa Heckman Anchorage urzędowo zatwierdzona 28 kwietnia 1936.